# Flore Françoise, ou Descriptions Succinctes de Toutes les Plantes qui Croissent Naturellement en France
Flore Françoise, ou Descriptions Succinctes de Toutes les Plantes qui Croissent Naturellement en France (abreviado Fl. Franç. (Lamarck)) es un libro con ilustraciones y descripciones botánicas que fue escrito por el naturalista francés Jean-Baptiste Lamarck. Fue editado el año 1779 en tres volúmenes en París.